# Bob (Bob et Bobette)
Pour les articles homonymes, voir Bob.
Bob ou Suske en néerlandais, est l'un des personnages principaux de la série Bob et Bobette . Bob joue également un rôle important dans la série de bande dessinée Amphoria et Les Chroniques d'Amphoria , le premier album de la série Amphoria porte son nom ( Bob).
Son vrai nom est François, mais on l'appelle rarement ainsi. Bobette l' appelle parfois Robert ou Rob. 
Willy Vandersteen a nommé Bob dans sa version originale d'après le nom original de son propre père, qui s'appelait Franciscus mais était souvent appelé « Sus ».

## Apparence
Bob est reconnaissable dans les premiers albums à son pantalon noir court jusqu'aux genoux, à une chemise rouge et à ses cheveux noirs et sa crète. 
Dans les albums suivants, il a un long pantalon noir. À un moment donné, il apparaît dans des vêtements plus modernes, tels que des pantalons de skate beige. Cependant, le code couleur des personnages s'est avéré très important, il y a eu de nombreuses manifestations en 2001 après les ajustements (externes) des personnages principaux, et après de nombreuses histoires, Bob (tout comme Bobette) a récupéré ses vêtements d'origine.
Un relooking a été refait en 2017. Bob porte désormais un jean skinny et un pull rouge à capuche .

## Rôle dans la série
Bob est le dernier descendant vivant de Robert Antigone, son arrière-arrière-grand-père qui est le fondateur d' Amphoria . Il apparaît pour la première fois dans L'île d'Amphoria (1947). Il est orphelin sur Amphoria et appartient au clan des «Maigres». Sur l'île,Bob, Bobette, Tante Sidonie et le professeur Barabas se battent contre les "gros" au côté des "maigres". Après cette aventure, Bob ne veut plus se séparer de Bobette et retourne en Belgique. Il est adopté par tante Sidonie.
En général, Bob est beaucoup plus sage que Bobette, mais s'il a besoin d'enfreindre des règles pour sauver ou aider quelqu'un, il le fera. Bob est intrépide; souvent, il ne montre aucune peur lorsqu'il se bat contre l'ennemi. Il est plus réservé que Bobette, mais les personnes (et les animaux) dans le besoin peuvent toujours compter sur son aide.
Bob est moins curieux, mais peut-être un peu plus intelligent que Bobette. Il préfère réfléchir avant d'agir, contrairement à Bobette.  Cependant, il n'est généralement pas pris au sérieux. Les adultes ne voient souvent son point de vue que comme l'opinion d'un petit enfant ou un fantasme, cela arrive aussi régulièrement à Bobette.
A quelques reprises dans les histoires, le rôle principal est plus ou moins réservé à Bob, comme dans Le pot aux roses (1951) dans lequel il devient roi des Amphoriens Dans Le Grand tarin taré (2007), Bob fait une fugue, ne se sentant pas voulu en tant qu'enfant adopté lors d'une agréable fête de famille avec sa tante Sidonie. Bob s'enfuit également dans La Rosse Bizarre (1974) dans lequel il se sent incompris ainsi que dans L'as du ballon (1990), où il devient champion de football avec l'aide d'une étoile magique , où Bob se prend de haut en raison de son succès. Bobette ne le supporte donc pas, comme la plupart du temps quand Bob s'intéresse à autre chose ou à une autre fille qu'elle.

## Traductions
Les albums de Bob et Bobette ont été publiés dans de nombreux pays différents. Selon les traductions, le nom originale en néerlandais de Bob, soit Suske, change. 
- Bob, traduction en anglais dans La pluie acide
- Spike, traduction en anglais
- Willy
- Siggi, traduction en islandais
- Peter, traduction en allemand
- Willi, traduction en allemand
- Freddie, traduction en allemand
- Cisko, traduction en espéranto
- Antti, traduction en finnois
- Finn, traduction en suédois

Bob a conservé son nom original (Suske) dans les traductions suivantes ; 
- Anversois
- Brabançon
- Heligolandais
- Limbourgeois
- Drents

## Sources, notes et/ou références
1. ↑  (nl-BE) Hooydonck van Peter, Willy Vandersteen, le Bruegel de la bande dessinée, Standaard Uitgeverij, 1994 (ISBN 90-02-19500-1), p. 61
2. ↑  (nl) « Suske en Wiske keren terug in modernere uitvoering », sur NU, 15 mai 2017 (consulté le 18 janvier 2021)